# سنگ‌شناسی

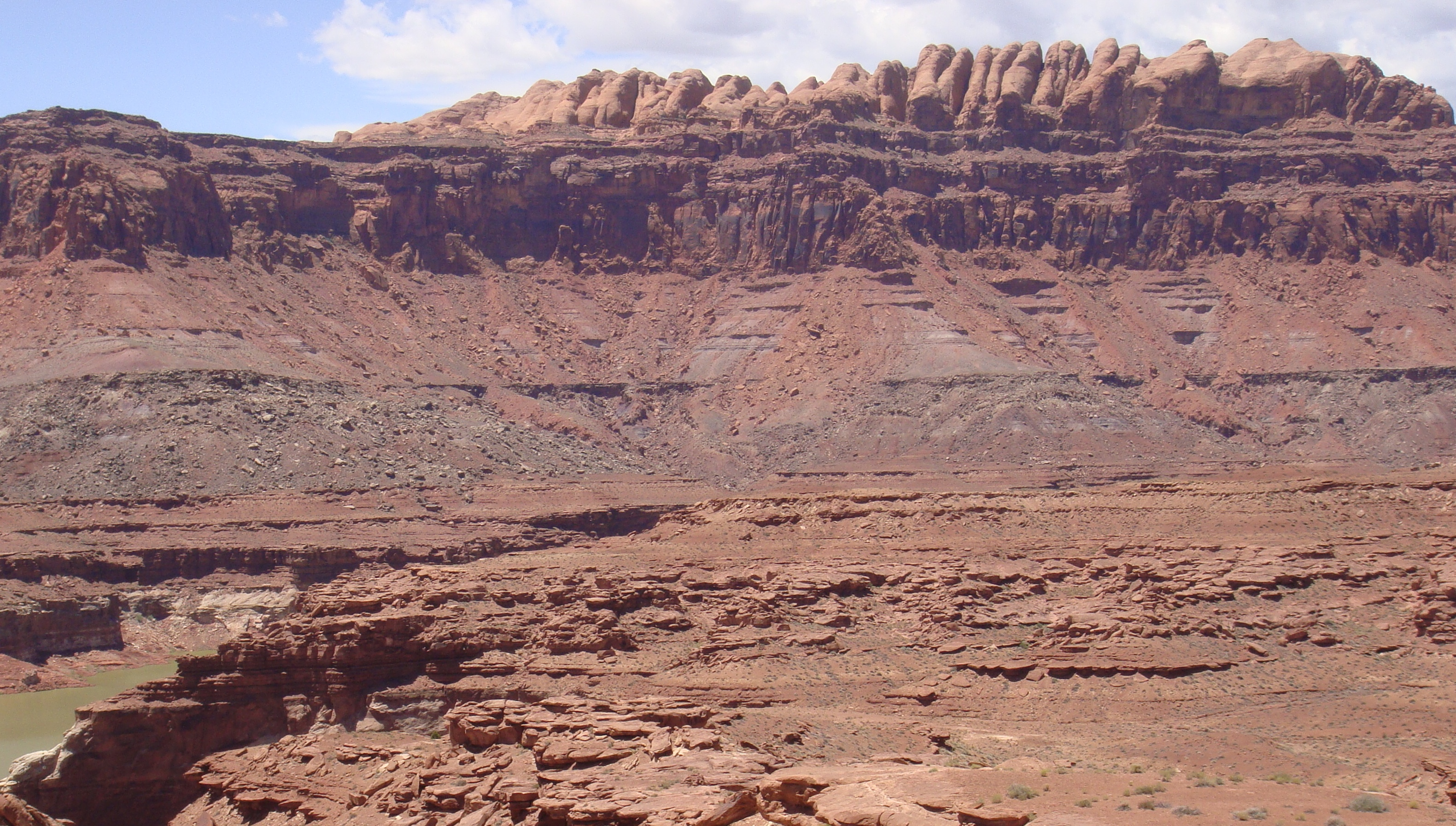
چینه‌شناسی لایه‌های سنگی در جنوب یوتا.

سنگ‌شناسی یا لیتولوژی (به انگلیسی: Lithology) که به آن صخره‌شناسی نیز می‌گویند، بخشی از زمین‌شناسی است که به بررسی و پژوهش در خاستگاه ساختار، ویژگی‌ها و تاریخ سنگ‌های لایه جامد زمین می‌پردازد.
سنگ‌شناسی یک سنگ، توصیفی از خصوصیات فیزیکی آن در رخنمون‌های قابل مشاهده در نمونه‌های دستی یا هسته‌ای یا با میکروسکوپ با بزرگنمایی کم است. مشخصات فیزیکی سنگ شامل رنگ، بافت، اندازه دانه و ترکیب آن است. سنگ‌شناسی ممکن است به شرح مفصلی از این ویژگی‌ها یا خلاصه‌ای از خصوصیات فیزیکی ناخالص یک سنگ اشاره داشته باشد. نمونه‌هایی از سنگ‌شناسی به معنای دوم شامل ماسه‌سنگ، سنگ لوح، بازالت یا سنگ آهک است.
سنگ‌شناسی اساس تقسیم‌بندی توالی‌های سنگ به واحدهای سنگ‌چینه‌شناسی منفرد برای اهدافی مانند تهیه نقشه زمین‌شناسی و همبستگی بین مناطق است. در برنامه‌های خاص، مانند بررسی‌های یک سایت، سنگ‌شناسی با استفاده از یک اصطلاح استاندارد مانند استاندارد ژئوتکنیک اروپایی یوروکد ۷ توصیف می‌شود.

## تفاوت لیتولوژی و پترولوژی
هر دو اصطلاح لیتولوژی و پترولوژی در زبان فارسی سنگ‌شناسی ترجمه شده‌اند. Lith و Petra هردو به معنی سنگ هستند که به‌ترتیب از زبان‌های یونانی و لاتین گرفته شده‌اند.
در گذشته، واژهٔ لیتولوژی مترادف با سنگ‌نگاری یا پتروگرافی (petrography) گرفته می‌شد، اما امروزه لیتولوژی بر ویژگی‌های سنگ در نمونهٔ دستی و رخنمون‌های سنگی تأکید دارد. سنگ‌نگاری نیز به مطالعهٔ سنگ زیرِ میکروسکوپ گفته می‌شود و واژهٔ پترولوژی نیز به مجموع این دو گفته می‌شود.
در صنعت نفت، لیتولوژی یا به‌طور خاص‌تر نگاره‌برداری گِل (mud logging) به نمایش گرافیکی سازندهای زمین‌شناسی گفته می‌شود که از میان آن‌ها حفاری انجام شده و روی نگاره‌ای به نام نگاره گِلی ترسیم می‌شوند. با گردش بُرش‌ها در خارج از گودمته، آن‌ها را نمونه‌برداری و بررسی کرده (معمولاً زیر میکروسکوپ ۱۰×) و در صورت نیاز آزمایش شیمیایی می‌شوند.

## نوع سنگ

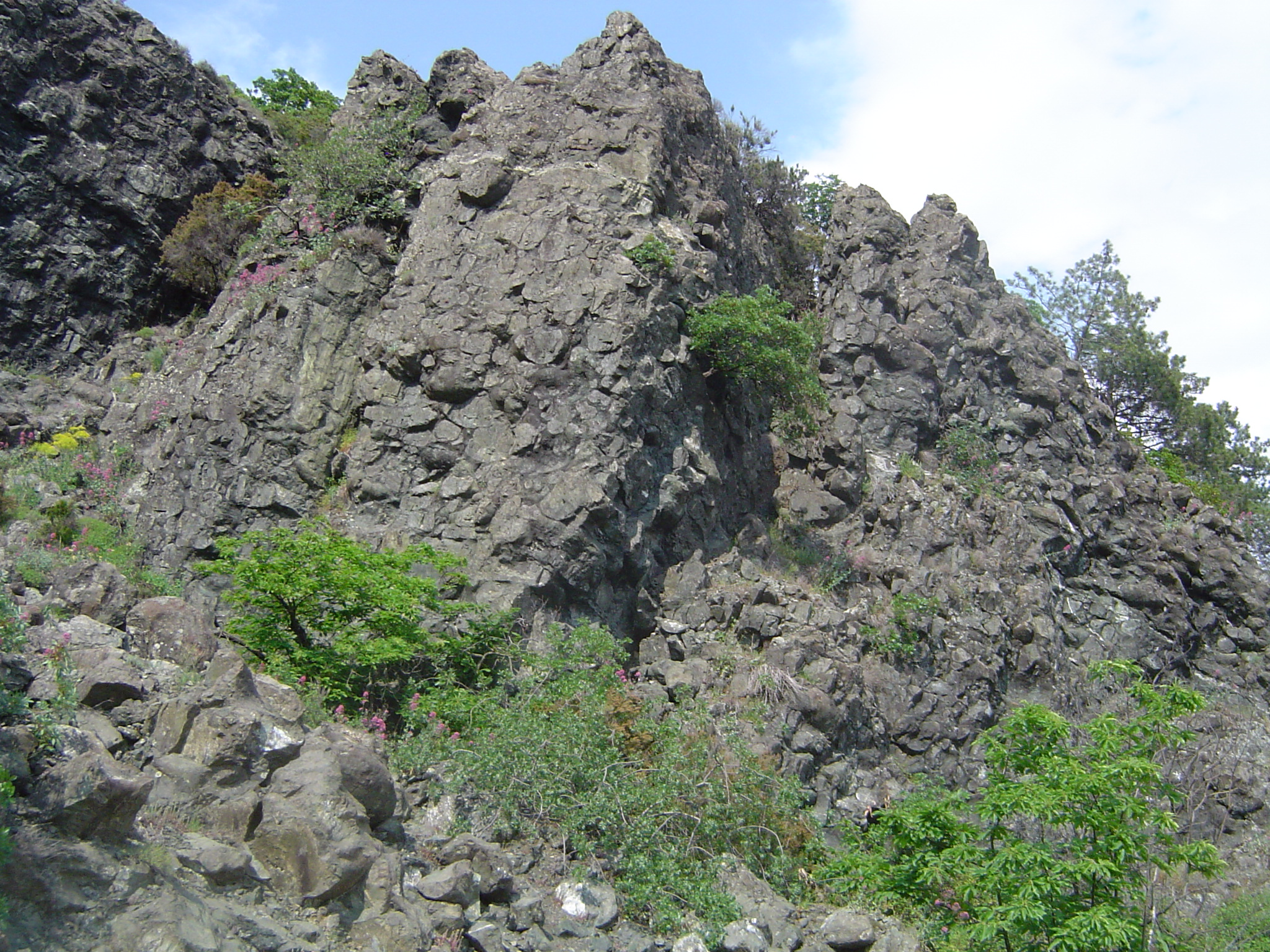
یک بازالت در ایتالیا، که 'گدازه بالشی'، شکل گدازه‌ای که مشخصه فوران‌های زیر آب است را نشان می‌دهد.

نام‌گذاری سنگ‌شناسی بر اساس نوع سنگ است. سه نوع سنگ اصلی عبارتند از: آذرین، رسوبی و دگرگونی. سنگ‌های آذرین مستقیماً از ماگما تشکیل می‌شوند، که مخلوطی از سنگ مذاب، گازهای محلول و بلورهای جامد است. سنگ‌های رسوبی از ذرات معدنی یا آلی تشکیل می‌شوند که در سطح زمین جمع شده و سنگی می‌شوند. سنگ‌های دگرگونی نیز با تبلور مجدد سنگ جامد موجود در شرایط گرما یا فشار زیاد تشکیل می‌شوند.
سنگ‌های آذرین بیشتر به سه دسته کلی تقسیم می‌شوند. سنگ آذرین متشکل از قطعات سنگ شکسته که مستقیماً توسط فرایندهای آتشفشانی (آذرآوار) ایجاد شده است، در دسته سنگ آذرآواری طبقه‌بندی می‌شود. سنگ‌های آذرآواری بیشتر بر اساس میانگین اندازه قطعه (سنگ آواری) و اینکه آیا قطعات عمدتاً بلورهای معدنی جداگانه، شیشه آتشفشانی یا یا تکه‌های سنگ هستند، طبقه‌بندی می‌شوند. طبقه‌بندی‌های بیشتر، مانند ترکیب شیمیایی نیز ممکن است به‌کار رود. سنگ‌های آذرین که دارای دانه‌های معدنی قابل مشاهده (سنگ‌های فانریت) هستند، به‌عنوان سنگ نفوذی طبقه‌بندی می‌شوند، در حالی که سنگ‌هایی که شیشه ای یا بسیار ریزدانه (ناویدا) هستند، به‌عنوان سنگ بیرونی دسته‌بندی می‌شوند. سنگ‌های آذرین نفوذی معمولاً با استفاده از طبقه‌بندی QAPF دسته‌بندی می‌شوند که بر پایه مقدار نسبی کوارتز، فلدسپات قلیایی، پلاژیوکلازها و فلدسپاتویید است. طبقه‌بندی‌های ویژه ای برای سنگ‌های آذرین با ترکیبات غیر معمول مانند سنگ فرامافیک یا کربناتیت‌ها نیز وجود دارد. در صورت امکان، سنگ‌های آذرین بیرونی نیز بر اساس ترکیب معدنی با استفاده از طبقه‌بندی بیرونی QAPF دسته‌بندی می‌شوند. اما زمانی که تعیین ترکیب معدنی غیرعملی است، ممکن است آن‌ها را با استفاده از طبقه‌بندی تاس از نظر شیمیایی دسته‌بندی کنند. این طبقه‌بندی بر پایه مقدار کل سیلیس و اکسیدهای فلزات قلیایی و سایر معیارهای شیمیایی است.
سنگ‌های رسوبی بیشتر بر اساس سیلیسی‌آواری یا کربناته بودن آن‌ها طبقه‌بندی می‌شوند. سنگ‌های رسوبی سیلیسی آواری بر اساس پراکندگی اندازه دانه و مقادیر نسبی کوارتز، فلدسپار و قطعات سنگی طبقه‌بندی می‌شوند. سنگ‌های کربناته با توجه به اجزای تشکیل دهنده سنگ کربناته، با طبقه‌بندی‌های دانهام یا فولک دسته‌بندی می‌شوند.
نام‌گذاری سنگ دگرگونی را می‌توان بر اساس سنگ آغازین، ترکیب کانی، بافت یا رخساره‌های دگرگونی انجام داد. نام‌گذاری بر اساس بافت و پلیت سنگ آغازین (مانند شیل) را می‌توان برای تعریف سنگ لوح و فیلیت استفاده کرد. نام‌های بر پایه بافت شامل شیست و گنیس است. این بافت‌ها، از سنگ لوح تا گنیس، گستره فزاینده‌ای از دگرگونی را تعریف می‌کنند. رخساره‌های دگرگونی توسط میدان‌های فشار-دما که در آن کانی‌های خاصی پدید می‌آیند، تعریف می‌شوند. نام‌های سنگ دگرگونی بیشتری مانند شیست سبز (بازالت دگرگون‌شده و سایر سنگ‌های آذرین بیرونی) یا کوارتزیت (ماسه کوارتزی دگرگون‌شده) نیز وجود دارد.

## اندازه دانه/آوار

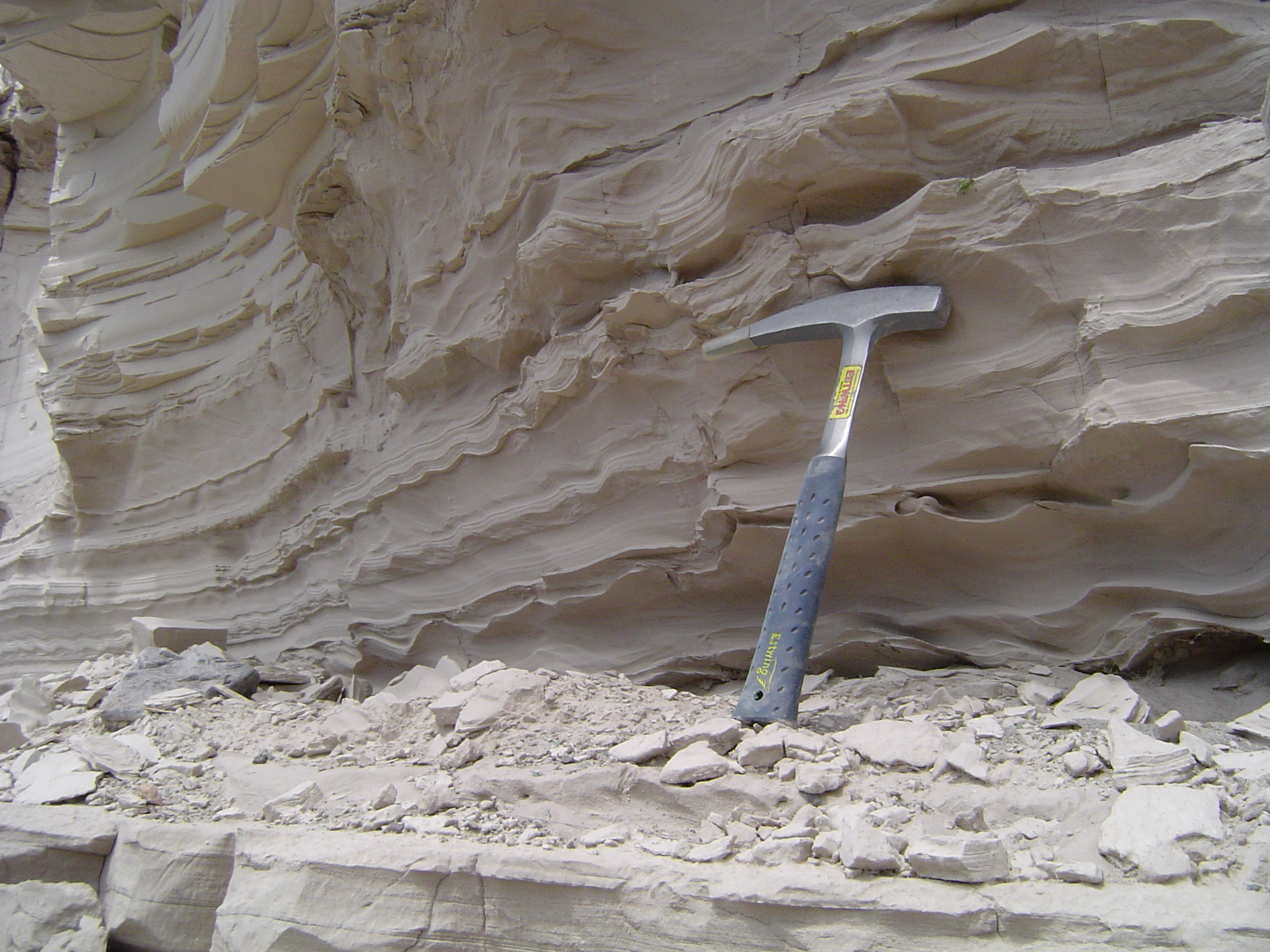
لایه‌های رُس‌سنگ، ریزدانه‌ترین سنگ رسوبی، که در Glacial Lake Missoula، مونتانا نهشته شده است.

اندازه دانه در سنگ‌های آذرین و دگرگونی، اندازه بلورهای موجود در سنگ است. در سنگ‌های آذرین، از اندازه دانه برای تعیین سرعت سردشدن مواد استفاده می‌شود: بلورهای بزرگ معمولاً سنگ‌های آذرین نفوذی را نشان می‌دهند، در حالی که بلورهای کوچک نشان می‌دهند که سنگ، آذرین بیرونی بوده است. دگرگون‌شدن سنگی که عمدتاً از یک کانی تشکیل شده است مانند کوارتزیت یا سنگ مرمر ممکن است باعث افزایش اندازه دانه (رشد دانه) شود، در حالی که دگرگون‌شدن سنگ‌های بریده‌شده ممکن است اندازه دانه را کاهش دهد (بازبلوری شدن هم‌زمین‌ساختی).
در سنگ‌های رسوبی آواری، اندازه دانه قطر دانه‌ها و/یا آوارهایی (پارآوار) است که سنگ را تشکیل می‌دهند. اندازه دانه یا آوار برای تعیین اینکه از کدام سامانه نام‌گذاری سنگ استفاده شود، به‌کار می‌روند (مانند جوش‌سنگ (کنگلومرا)، ماسه‌سنگ یا گل‌سنگ). در مواردی مانند ماسه‌سنگ و جوش‌سنگ که طیف وسیعی از اندازه دانه را پوشش می‌دهند، کلمه ای که محدوده اندازه دانه را توصیف می‌کند، به نام سنگ اضافه می‌شود؛ مانند جوش‌سنگ ریگی و سنگ‌ماسه کوارتزی ریزدانه.

## کانی‌شناسی

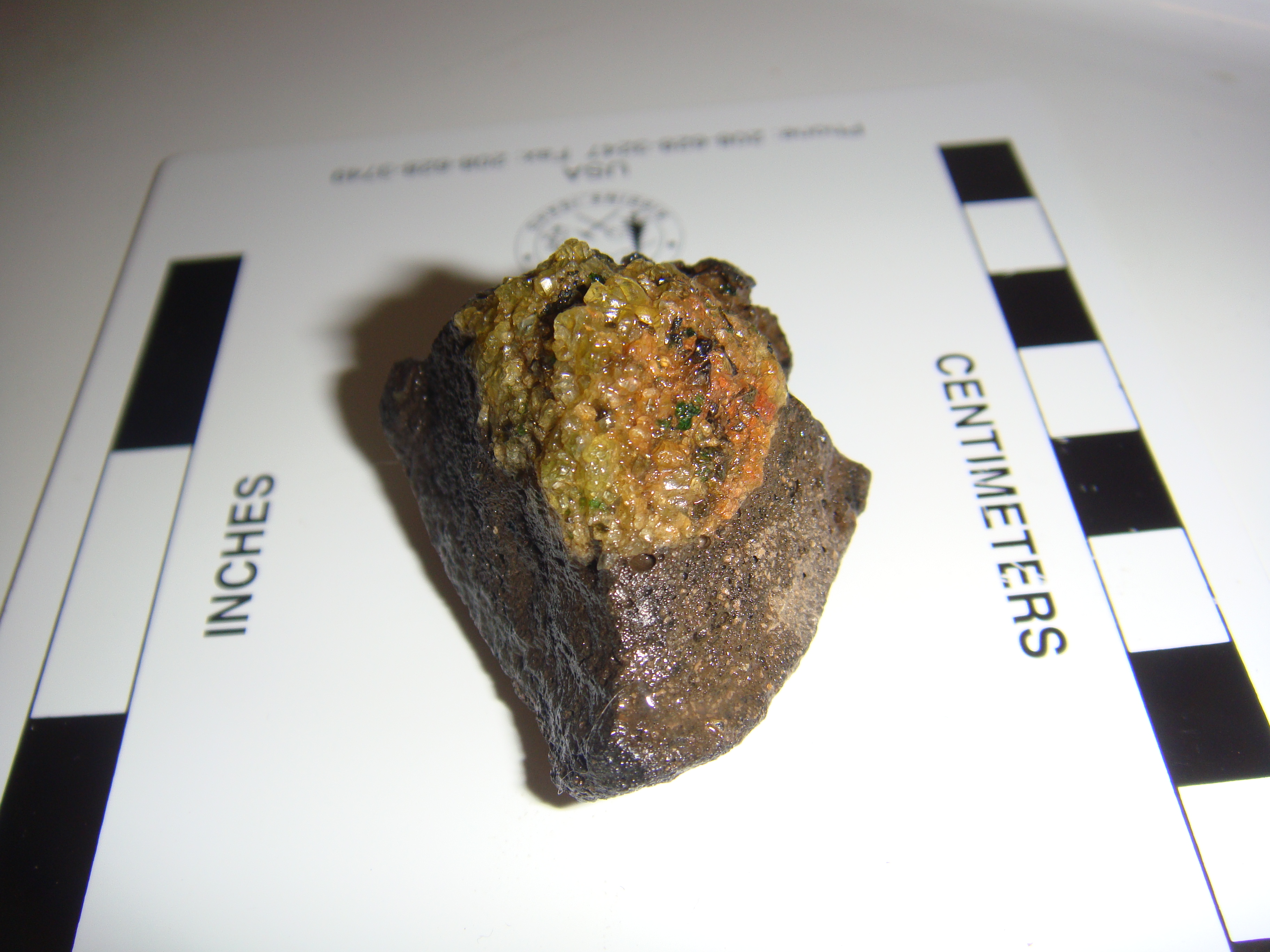
یک بیگانه‌سنگ گوشته‌ای فرامافیک با الیوین و پیروکسن (تغییر رنگ قهوه‌ای به ایدینگزیت) در یک ماتریس مافیک تفاله معدنی بازالتی.

در سنگ‌هایی که دانه‌های معدنی آن‌قدر بزرگ هستند که با استفاده از لنز دستی قابل شناسایی هستند، کانی‌شناسی مرئی به عنوان بخشی از توضیحات گنجانده می‌شود. در مورد توالی‌هایی که احتمالاً شامل کربنات‌ها، سنگ‌های کلسیتی سیمانی‌شده یا سنگ‌های با رگه‌های احتمالی کلسیتی است، آزمایش وجود کلسیت (یا شکل‌های دیگر کلسیم کربنات) با استفاده از هیدروکلریک اسید و جستجوی جوشندگی، طبیعی است.
ترکیب کانی‌شناسی سنگ یکی از روش‌های اصلی طبقه‌بندی آن است. سنگ‌های آذرین بر اساس مقدار مواد معدنی آن‌ها در صورت امکان با استفاده از طبقه‌بندی QAPF یا طبقه‌بندی‌های ویژه فرامافیک (فوق مافیک) یا کربناتیت طبقه‌بندی می‌شوند.
به همین ترتیب، رخساره‌های دگرگونی که میزان قرار گرفتن سنگ در معرض گرما و فشار را نشان می‌دهند و بنابراین در طبقه‌بندی سنگ‌های دگرگونی مهم هستند، با مشاهده فازهای معدنی موجود در یک نمونه مشخص می‌شوند.

## رنگ
رنگ سنگ یا اجزای تشکیل‌دهنده آن از ویژگی‌های بارز برخی از سنگ‌ها است و همیشه ثبت می‌شود. گاهی این رنگ‌ها برخلاف نمودارهای رنگی استاندارد است، مانند آنچه که توسط کمیته نمودار رنگ سنگ انجمن زمین‌شناسی آمریکا بر پایه سیستم رنگ مانسل تهیه شده است.

## بافتار
بافتار سنگ پیکربندی مکانی و هندسی تمام عناصر تشکیل دهنده آن را توصیف می‌کند. در سنگ‌های رسوبی، بافتار اصلی قابل‌مشاهده معمولاً لایه است و مقیاس و درجه توسعه لایه‌بندی معمولاً به عنوان بخشی از توضیحات ثبت می‌شود. سنگ‌های دگرگونی (جدا از آن‌هایی که توسط دگرگونی مجاورتی ایجاد می‌شوند)، با بافتارهای مسطح و خطی به‌خوبی توسعه‌یافته مشخص می‌شوند. سنگ‌های آذرین نیز ممکن است در نتیجه جریان یا نشست فازهای معدنی خاص طی فرایند بلورش دارای بافتار باشند و انباشت‌سنگ را تشکیل می‌دهند.

## بافت

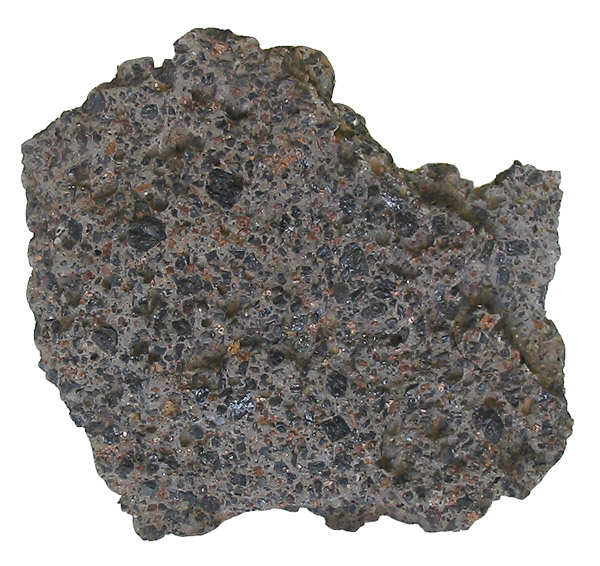
سنگ‌شناسی این سنگ سماق بازالتی با درشت‌بلورهای الیوین و اوژیت توصیف می‌شود.

بافت یک سنگ رابطه بین دانه‌ها یا آوارهای منفرد تشکیل‌دهنده آن را توصیف می‌کند. بافت‌های رسوبی شامل درجه جورشدگی، لایه‌بندی تدریجی، شکل و درجه گردشدگی آوارها است. بافت‌های دگرگونی شامل مواردی است که به زمان رشد کانی‌های دگرگونی بزرگ نسبت به مرحله دگرشکلی —پیش از دگرشکلی پورفیری‌آوار—پس از دگرشکلی شکفته‌بلور اشاره دارد. بافت آذرین شامل خواصی مانند شکل دانه است که از بلورهایی با شکل بلوری ایدئال (خوش‌وجه) تا بلورهای نامنظم (بی‌وجه) متغیر است و این‌که آیا سنگ اندازه بلورهای بسیار غیریکنواخت (پورفیری) را نشان می‌دهد یا اینکه دانه‌ها در یک راستا قرار دارند (که به‌عنوان بافت زبره‌سنگ توصیف شده است).

## ساختارهای کوچک‌مقیاس

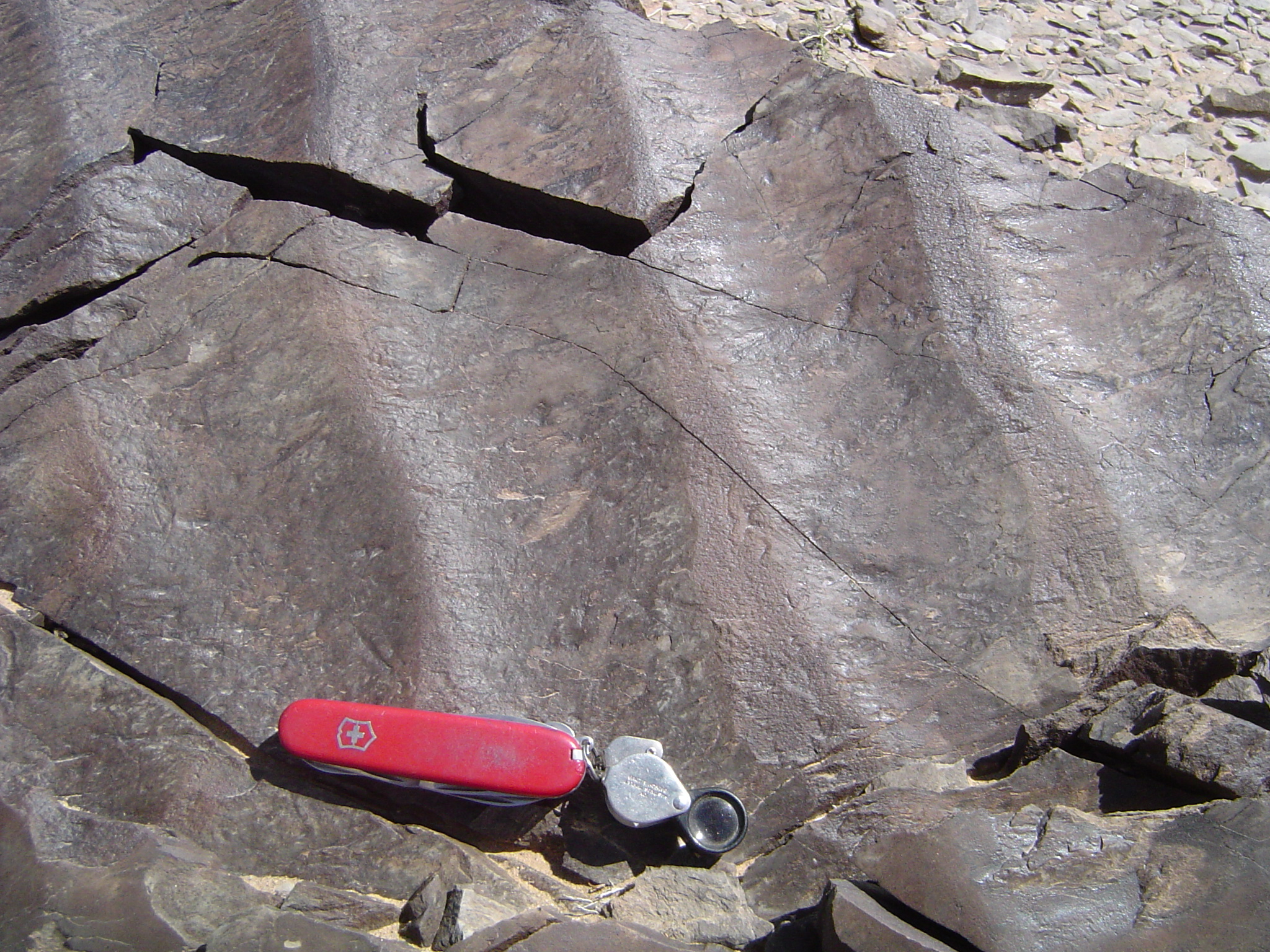
موج‌نقش در مغولستان

سنگ‌ها اغلب دارای ساختارهای کوچک‌مقیاس (کوچک‌تر از مقیاس یک رخنمون منفرد) هستند. این ساختارها در سنگ‌های رسوبی ممکن است شامل نقش بستر، موج‌نقش، ترک‌خوردگی خاک و لایه‌بندی مورب باشد. این موارد به دلیل اینکه عموماً مشخصه یک محیط رسوبی خاص هستند، ثبت می‌شوند و ممکن است اطلاعاتی در مورد مسیرهای جریان‌های دیرینه ارائه دهند. در سنگ‌های دگرگونی مرتبط با سطوح عمیق‌تر پهنه‌های گسلی، ساختارهای کوچک مقیاس مانند بالشتک‌های نامتقارن و چینهای ریزمقیاس برای تعیین حس جابه‌جایی در منطقه استفاده می‌شوند. در سنگ‌های آذرین، ساختارهای کوچک‌مقیاس بیشتر در گدازه‌ها دیده می‌شوند مانند جریان‌های بازالتی و گدازه بالشی که نشان‌دهنده فوران در یک پهنه آب یا زیر یخ است.

## سنگ‌شناسی سطحی
مواد سطحی تجمیع‌نشده نیز ممکن است دارای سنگ‌شناسی مشخص باشند. این موارد با اندازه و ترکیب دانه تعریف می‌شود و اغلب به تفسیری از نحوه تشکیل واحد سنگی پیوست می‌شود. سنگ‌شناسی‌های سطحی ممکن است به عواملی از جمله فرایندهای دریاچه‌ای، ساحلی، رودخانه‌ای، بادی، یخچالی و نهشته‌های آتشفشانی اخیر نسبت داده شوند. نمونه‌هایی از طبقه‌بندی سنگ‌شناسی سطحی که توسط سازمان زمین‌شناسی ایالات متحده آمریکا به‌کار می‌رود عبارتند از: یخ‌نهشته یخچالی، لوم، رسوبات دریاچه‌ای شور و رسوب بادی، درشت بافت (تپه‌های ماسه‌ای).